# Perdidos en la ciudad (Argentina)
Perdidos en la ciudad es el spin-off de Perdidos en la tribu  donde trata de darle la vuelta al formato y en lugar de ser las familias las que se trasladan a otro continente, las tribus visitan Argentina para aprender cómo es la sociedad occidental y aprender las costumbres argentinas. El programa fue emitido por Telefe con la conducción de Mariano Peluffo.

## Perdidos en la ciudad (2013)
La primera edición de Perdidos en la ciudad es un  spin-off de Perdidos en la tribu en la que las tribus Himba, Mentawai y Hamer viajaron a Argentina para hospedarse en las casas de las familias Villoslada, Funes y Moreno respectivamente. Esta edición no tuvo ni ganadores ni perdedores, simplemente, se pretendía mostrar cómo se adaptan las tribus al modo de vida occidental. La estancia de las tribus fue de 30 días.

### Las tribus y las familias

#### LosMentawaiy los Funes
Los Mentawai viven en la profundidad de la jungla indonesa de la isla de Siberut. Mantienen costumbres ancestrales y viven en clanes en torno a una casa alargada llamada Uma. Se alimentan de sagu, un árbol muy abundante en su zona, cazan y pescan. Aunque uno de sus manjares son las larvas vivas. Están en contacto con los espíritus y cuentan con extensísimos conocimientos sobre plantas medicinales para curar a los heridos. Fuman constantemente tabaco salvaje. 
La familia Funes formada por Eduardo (exmarido de Nancy, y padre de los chicos), Nancy y sus tres hijos Gaspar , Francisco y Juan, demostraron en su paso por Perdidos en la tribu ser una familia unida y con mucha fuerza de voluntad, a pesar de que al principio de su aventura parecía que no iban a conseguir superar con éxito la experiencia. Sin embargo, en este formato, donde las tribus visitan Argentina, el hijo mayor de los Funes, Juan, se une a sus padres y hermanos en esta aventura. El objetivo de la familia es que los Mentawai se diviertan y pierdan sus miedos, descubriendo que lejos de su tierra son, frágiles y asustadizos.

#### LosHamery los Moreno
Los Hamer viven en el sur de Etiopía. Son considerados como uno de los pueblos más tradicionales del país y se dedican básicamente a la agricultura y al pastoreo. Se caracterizan por sus elaborados peinados, decoración y marcas corporales, pintando su cuerpo de muchos colores y vistiendo montones de abalorios, tanto hombres como mujeres. La decoración de cada individuo refleja su estatus social: cazadores, guerreros, mujeres principales, etc. Los hamer son polígamos.
La familia Moreno integrada por Guillermo (exmarido de Lila, y padre de los chicos), Lila y sus los cuatrillizos Alan, Lucas, Nicole y Aldana. Las principales tareas de la familia fueron tratar que los Hamer se integrasen por completo a Argentina, aunque no fue del todo fácil ya que la dureza de la tribu y sus caracteres, hicieron difícil la convivencia. Además de que Nicole mantenía una relación con un integrante de la tribu desde su viaje a Etiopía.

#### LosHimbay los Villoslada
Los Himba viven en el norte de Namibia. Tienen costumbres muy peculiares. Las mujeres himba tienen completamente prohibido lavarse, desde que nacen hasta su muerte. Sin embargo, cuidan minuciosamente su cuerpo. Lo cubren de una grasa color rojizo que les protege del clima del desierto, impide que se quemen por el sol y mantiene su piel suave y sin imperfecciones. Los himba veneran el fuego, son polígamos
La familia Villoslada formada por Rubén, Laura y sus dos hijas Brenda y Nayla, demostraron en su paso por Namibia, ser una familia unida y con mucha fuerza de voluntad, a pesar de que al principio de su aventura parecía que no iban a conseguir superar con éxito la experiencia. Su objetivo es mostrarle a los Himba la cultura argentina en todos sus formas y los hermosos paisajes de Buenos Aires.

## Audiencia
Según el grupo IBOPE (Argentina), en su debut promedio de 18.7 puntos de índice de audiencia (con picos de 21.4 puntos), venciendo a su competidor directo "Sos mi hombre" (Canal 13).
| Día       | Fecha       | Instancia                                             | Índice de audiencia | Superó a la Competencia | Resultado (IBOPE) | Fuente |
| --------- | ----------- | ----------------------------------------------------- | ------------------- | ----------------------- | ----------------- | ------ |
| Miércoles | 8 de mayo   | Capítulo 1: El reencuentro                            | 18.7                | Sí                      | Primero           | [ 4 ]  |
| Miércoles | 15 de mayo  | Capítulo 2 Tiempo de adaptación                       | 15.2                | No                      | Segundo           | [ 5 ]  |
| Miércoles | 22 de mayo  | Capítulo 3 Rutinas, laborales y conquista de mujeres  | 15.0                | Sí                      | Segundo           | [ 6 ]  |
| Miércoles | 29 de mayo  | Capítulo 4 Extrañando la Tribu                        | 13.9                | Si                      | Cuarto            | [ 7 ]  |
| Miércoles | 5 de junio  | Capítulo 5 Poner a prueba la destreza                 | 13.7                | No                      | Cuarto            | [ 8 ]  |
| Miércoles | 12 de junio | Capítulo 6 Un viaje sorpresa para los Mentawai        | 13.2                | Sí                      | Cuarto            | [ 9 ]  |
| Miércoles | 19 de junio | Capítulo 7 Experiencia en la piel                     | 13.3                | Sí                      | Segundo           | [ 10 ] |
| Miércoles | 26 de junio | Capítulo 8 Vencer el miedo                            | 11.5                | No                      | Sexto             | [ 11 ] |
| Miércoles | 3 de julio  | Capítulo 9 Un viaje especial al Perito Moreno         | 12.0                | No                      | Sexto             | [ 12 ] |
| Miércoles | 10 de julio | Capítulo 10 Un candidato para Nancy                   | 12.3                | No                      | Sexto             | [ 13 ] |
| Miércoles | 17 de julio | Capítulo 11 Un paseo por el aire                      | 12.9                | No                      | Cuarto            | [ 14 ] |
| Miércoles | 24 de julio | Capítulo 12 De visita en la Casa Rosada               | 11.6                | No                      | Quinto            | [ 15 ] |
| Miércoles | 31 de julio | Capítulo 13 Sorpresas musicales antes de la despedida | 11.8                | No                      | Cuarto            | [ 16 ] |
| Miércoles | 7 de agosto | Capítulo 14 Último capítulo                           | 14.9                | No                      | Tercero           | [ 17 ] |

     Emisión más vista.

     Emisión menos vista.

- La audiencia media es de 13.6 puntos de Índice de audiencia.[1]

- Presentador: Mariano Peluffo.[3]